# Філюшонки
Філюшо́нки (рос. Филюшонки) — присілок у складі Свічинського району Кіровської області, Росія. Входить до складу Свічинського сільського поселення.
Населення становить 3 особи (2010, 6 у 2002).
Національний склад станом на 2002 рік — росіяни 100 %.